# 501 Ургіксідур
501 Ургіксідур (501 Urhixidur) — астероїд головного поясу, відкритий 18 січня 1903 року Максом Вольфом у Гейдельберзі.
Тіссеранів параметр щодо Юпітера — 3,087.